# إيمي بي. هاريس
إيمي بي. هاريس (بالإنجليزية: Amy B. Harris)‏ هي منتجة أفلام أمريكية، (ولدت في بيثيسدا في الولايات المتحدة 1971  م).

## وصلات خارجية
- إيمي بي. هاريس على موقع IMDb (الإنجليزية)
- إيمي بي. هاريس على موقع قاعدة بيانات الفيلم (الإنجليزية)